# Leichtathletik-Weltmeisterschaften 2009/5000 m der Frauen

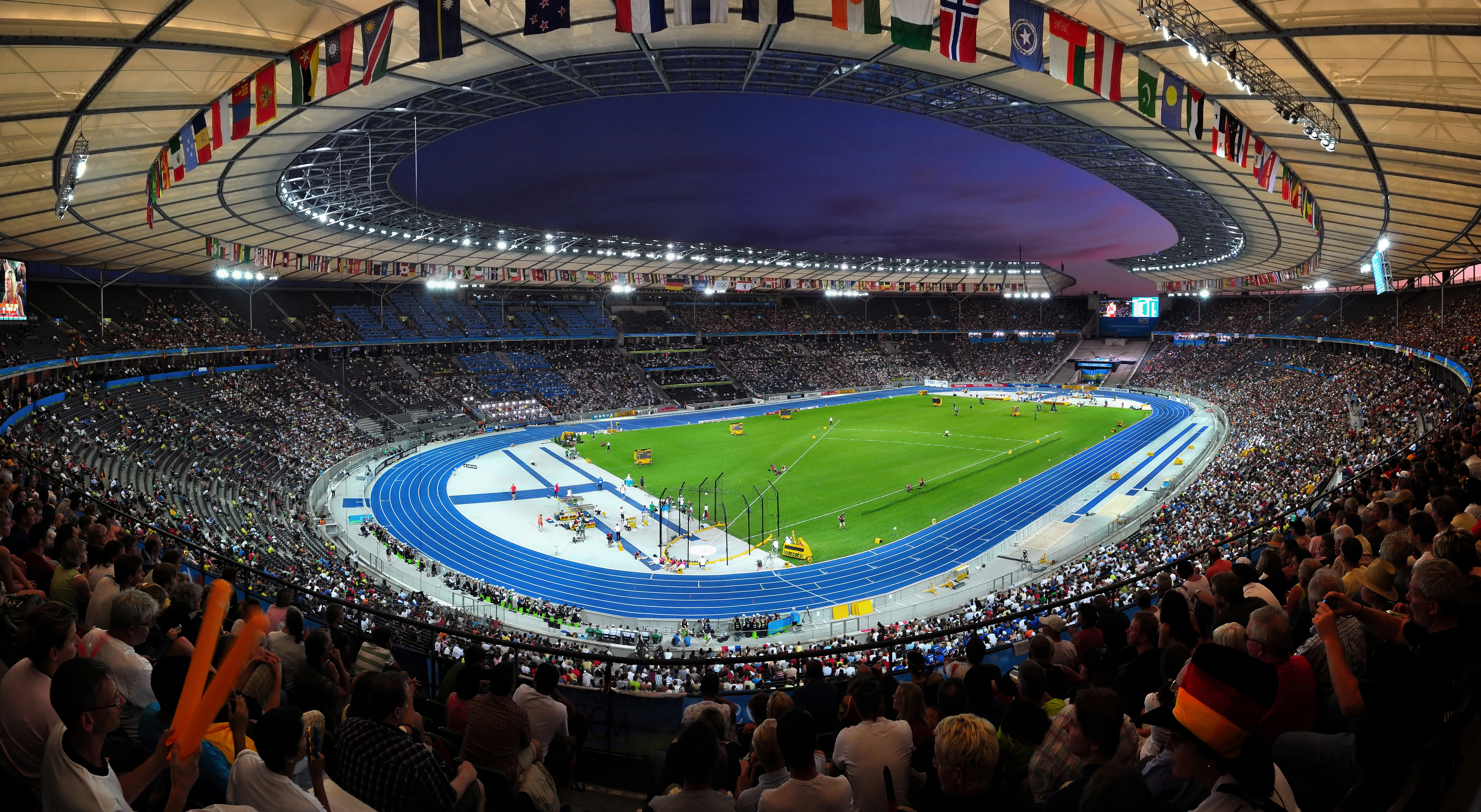
Das Berliner Olympiastadion während der Leichtathletik-Weltmeisterschaften

Der 5000-Meter-Lauf der Frauen bei den Leichtathletik-Weltmeisterschaften 2009 wurde am 19. und 22. August 2009 im Olympiastadion der deutschen Hauptstadt Berlin ausgetragen.
In diesem Wettbewerb gab es einen Doppelsieg der Läuferinnen aus Kenia. Es siegte die Vizeweltmeisterin von 2007 Vivian Cheruiyot. Silber gewann die Dritte der Afrikameisterschaften von 2006 Sylvia Jebiwott Kibet. Bronze ging an die äthiopische Titelverteidigerin, Vizeweltmeisterin von 2005, Olympiasiegerin von 2004 und Olympiadritte von 2008 Meseret Defar aus Äthiopien. Sie hatte darüber hinaus bei den Afrikameisterschaften 2006 Gold und außerdem 2000 sowie 2008 Silber gewonnen.
Unter den ersten Acht befanden sich drei Kenianerinnen (Ränge 1/2/6) und vier Äthiopierinnen (Ränge 3/4/5/8). Die Italienerin Silvia Weissteiner komplettierte diese Liste auf Platz sieben.

## Bestehende Rekorde
| Weltrekord               | 14:11,15 min | Tirunesh Dibaba | Oslo, Norwegen                | 6. Juni 2008    |
| Weltmeisterschaftsrekord | 14:38,59 min | Tirunesh Dibaba | WM 2005 in Helsinki, Finnland | 13. August 2005 |

Der bestehende WM-Rekord wurde bei diesen Weltmeisterschaften nicht eingestellt und nicht verbessert.

## Doping
In diesem Wettbewerb gab es zwei Dopingfälle:
- Alemitu Bekele, Türkei – zunächst Dreizehnte. Ihr Biologischer Pass wies nicht akzeptable Unregelmäßigkeiten auf. Dies hatte für sie eine vierjährige Sperre bis zum 14. Februar 2016 zur Folge. Ihre vom 17. August 2009 an erzielten Resultate wurden gestrichen. Auch ihr hier über 1500 Meter erzieltes Ergebnis (sie war im Vorlauf ausgeschieden) war von der Streichung betroffen.[2]
- Jelisaweta Gretschischnikowa, Russland – im Vorlauf ausgeschieden. Zusammen mit einer weiteren russischen Sportlerin wurde sie wegen Verstoßes gegen die Antidopingbestimmungen für zwei Jahre bis zum 15. Oktober 2015 gesperrt. Ihre seit dem 18. August 2008 erzielten Resultate wurden ihr aberkannt, also auch das Ergebnis des 5000-Meter-Vorlaufs bei diesen Weltmeisterschaften, der am Tag darauf stattfand.[3]

Leidtragende war die US-Amerikanerin Julie Culley, der die über ihre Zeit erlaufene Finalteilnahme verwehrt blieb.

## Vorrunde
Die Vorrunde wurde in zwei Läufen durchgeführt. Die ersten fünf Athletinnen pro Lauf – hellblau unterlegt – sowie die darüber hinaus fünf zeitschnellsten Läuferinnen – hellgrün unterlegt – qualifizierten sich für das Finale.

### Vorlauf 1

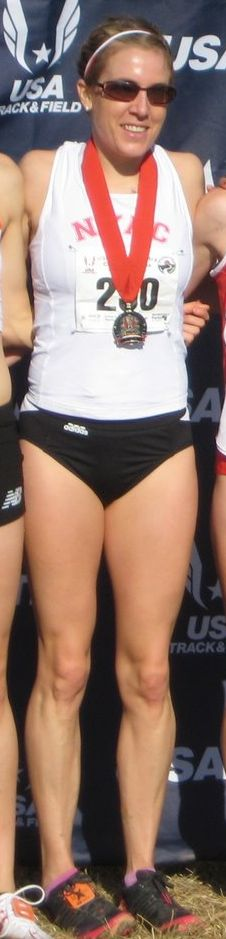
Julie Culley wurde durch eine gedopte Athletin um ihre Finalteilnahme gebracht
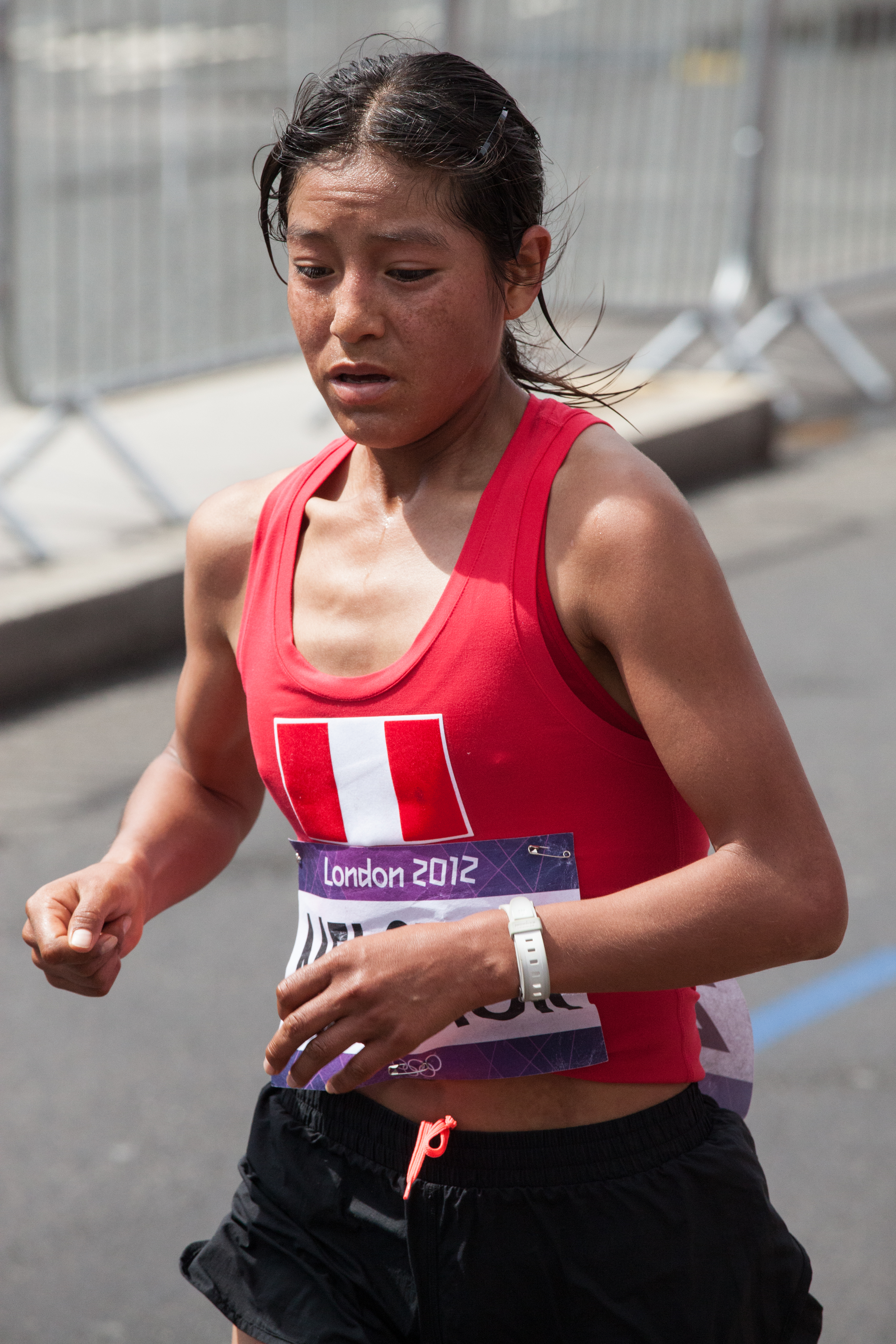
Inés Melchor – ausgeschieden als Neunte in 16:00,83 min

19. August 2009, 10:45 Uhr
| Platz | Name                  | Nation    | Zeit (min)                                      |
| ----- | --------------------- | --------- | ----------------------------------------------- |
| 1     | Sentayehu Ejigu       | Äthiopien | 15:17,64                                        |
| 2     | Sylvia Jebiwott Kibet | Kenia     | 15:17,77                                        |
| 3     | Meselech Melkamu      | Äthiopien | 15:18,39                                        |
| 4     | Krisztina Papp        | Ungarn    | 15:19,90                                        |
| 5     | Sara Moreira          | Portugal  | 15:19,93                                        |
| 6     | Yurika Nakamura       | Japan     | 15:21,01                                        |
| 7     | Julie Culley          | USA       | 15:32,33 eigentlich für das Finale qualifiziert |
| 8     | Natalja Popkowa       | Russland  | 15:32,62                                        |
| 9     | Inés Melchor          | Peru      | 16:00,83                                        |
| 10    | Marriam Thole         | Malawi    | 17:12,21                                        |
| DNS   | Elvan Abeylegesse     | Türkei    |                                                 |

### Vorlauf 2
19. August 2009, 11:07 Uhr
| Platz | Name                         | Nation    | Zeit (min)                |
| ----- | ---------------------------- | --------- | ------------------------- |
| 1     | Meseret Defar                | Äthiopien | 15:16,46                  |
| 2     | Vivian Cheruiyot             | Kenia     | 15:16,59                  |
| 3     | Iness Chepkesis Chenonge     | Kenia     | 15:18,40                  |
| 4     | Genzebe Dibaba               | Äthiopien | 15:19,66                  |
| 5     | Jennifer Rhines              | USA       | 15:20,20                  |
| 6     | Silvia Weissteiner           | Italien   | 15:20,88                  |
| 7     | Yuriko Kobayashi             | Japan     | 15:23,96                  |
| 8     | Zakia Mrisho                 | Tansania  | 15:25,09                  |
| 9     | Judith Plá                   | Spanien   | 15:54,32                  |
| 10    | Pauline Niyongere            | Burundi   | 16:33,77                  |
| DOP   | Alemitu Bekele               | Türkei    | für das Finale zugelassen |
| DOP   | Jelisaweta Gretschischnikowa | Russland  |                           |

## Finale

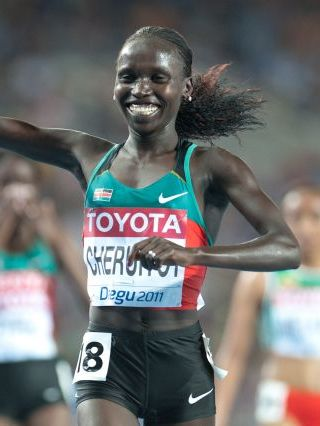
Vivian Cheruiyot – 2007 Vizeweltmeisterin und nun Weltmeisterin

22. August 2009, 19:35 Uhr
| Platz | Name                     | Nation    | Zeit (min) |
| ----- | ------------------------ | --------- | ---------- |
| 1     | Vivian Cheruiyot         | Kenia     | 14:57,97   |
| 2     | Sylvia Jebiwott Kibet    | Kenia     | 14:58,33   |
| 3     | Meseret Defar            | Äthiopien | 14:58,41   |
| 4     | Sentayehu Ejigu          | Äthiopien | 15:03,38   |
| 5     | Meselech Melkamu         | Äthiopien | 15:03,72   |
| 6     | Iness Chepkesis Chenonge | Kenia     | 15:06,06   |
| 7     | Silvia Weissteiner       | Italien   | 15:09,74   |
| 8     | Genzebe Dibaba           | Äthiopien | 15:11,12   |
| 9     | Jennifer Rhines          | USA       | 15:11,63   |
| 10    | Sara Moreira             | Portugal  | 15:12,22   |
| 11    | Yuriko Kobayashi         | Japan     | 15:12,44   |
| 12    | Yurika Nakamura          | Japan     | 15:13,01   |
| 13    | Krisztina Papp           | Ungarn    | 15:20,36   |
| 14    | Zakia Mrisho             | Tansania  | 15:31,73   |
| DOP   | Alemitu Bekele           | Türkei    |            |

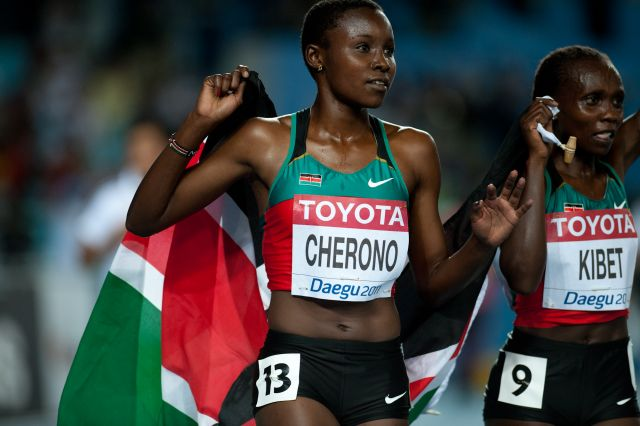
Sylvia Jebiwott Kibet (rechts), Dritte der Afrikameisterschaften von 2006, wurde Vizeweltmeisterin
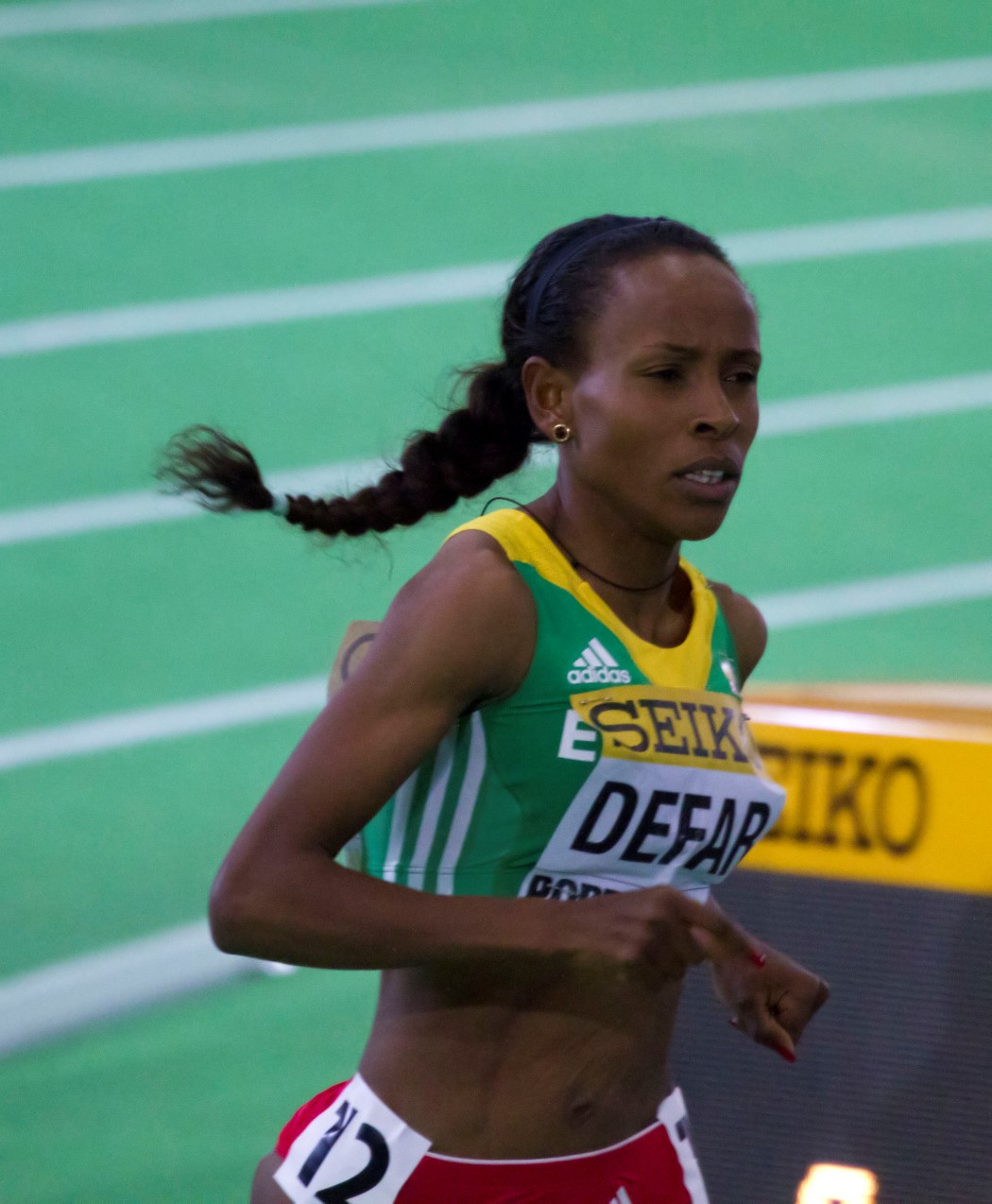
Die in der Vergangenheit bereits hochdekorierte Titelverteidigerin Meseret Defar, unter anderem  Olympiasiegerin von 2004, gewann diesmal Bronze
Sentayehu Ejigu kam auf den vierten Platz

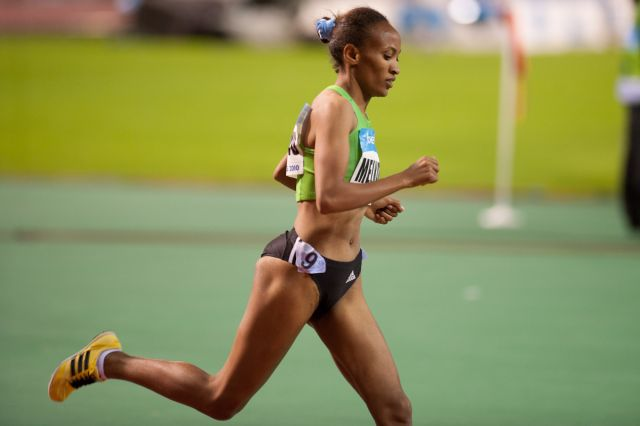
Die fünftplatzierte Meselech Melkamu
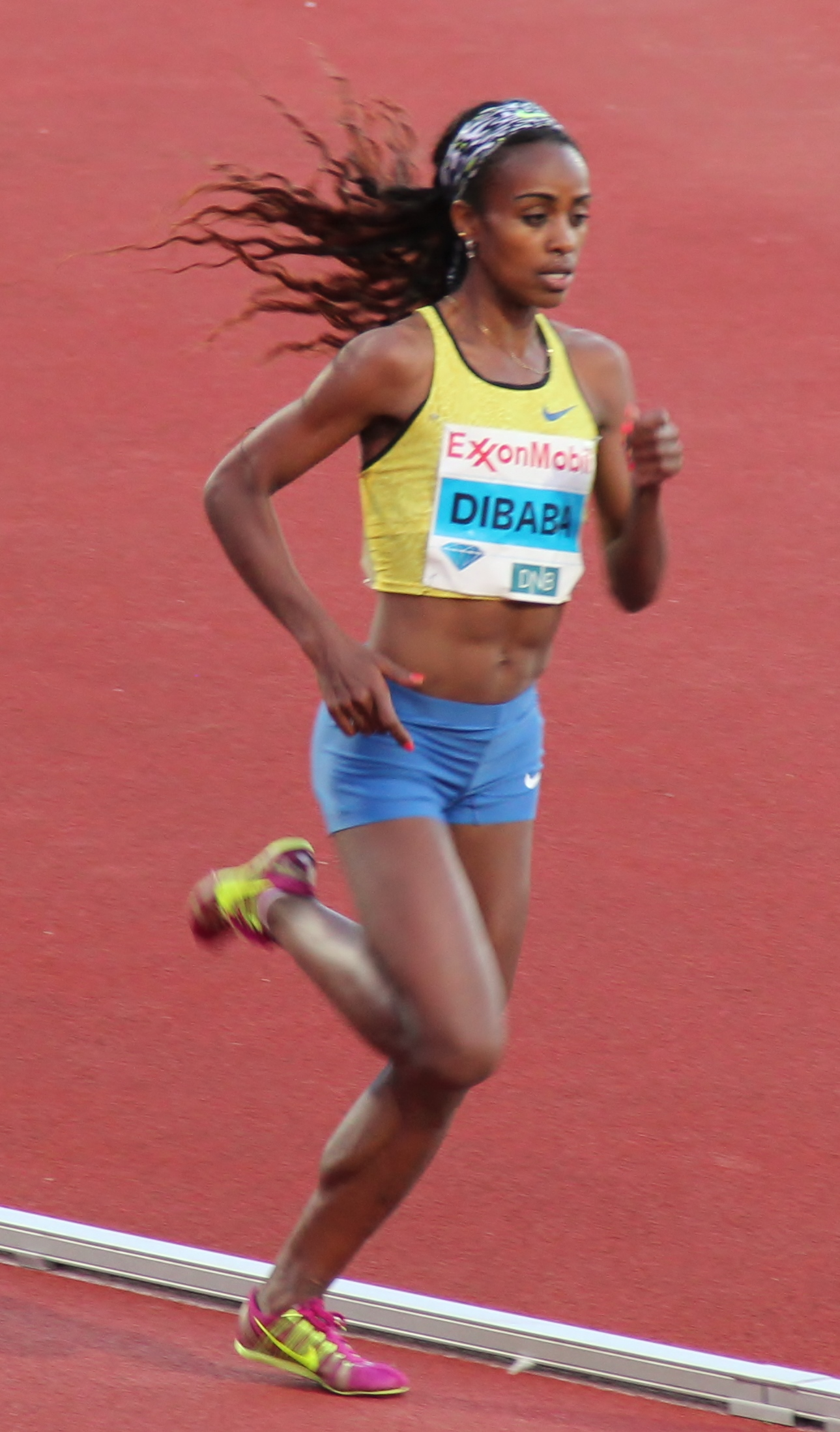
Genzebe Dibaba belegte Rang acht
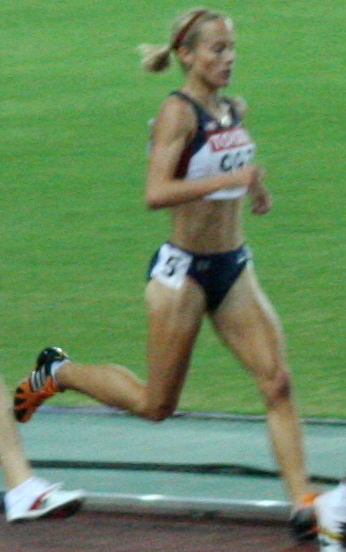
Jennifer Rhines wurde Neunte
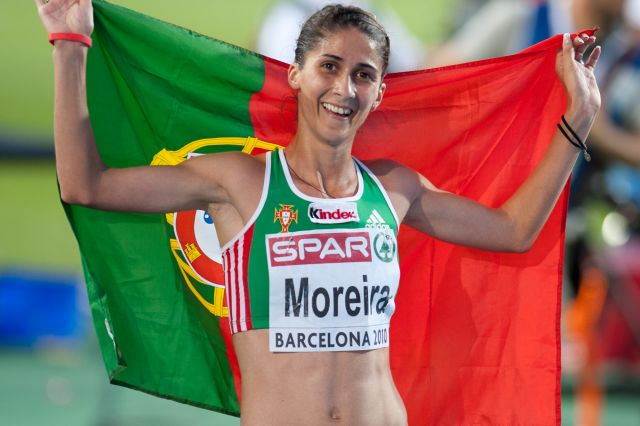
Sara Moreira – hier als Vizeeuropameisterin 2010 – erreichte Platz zehn
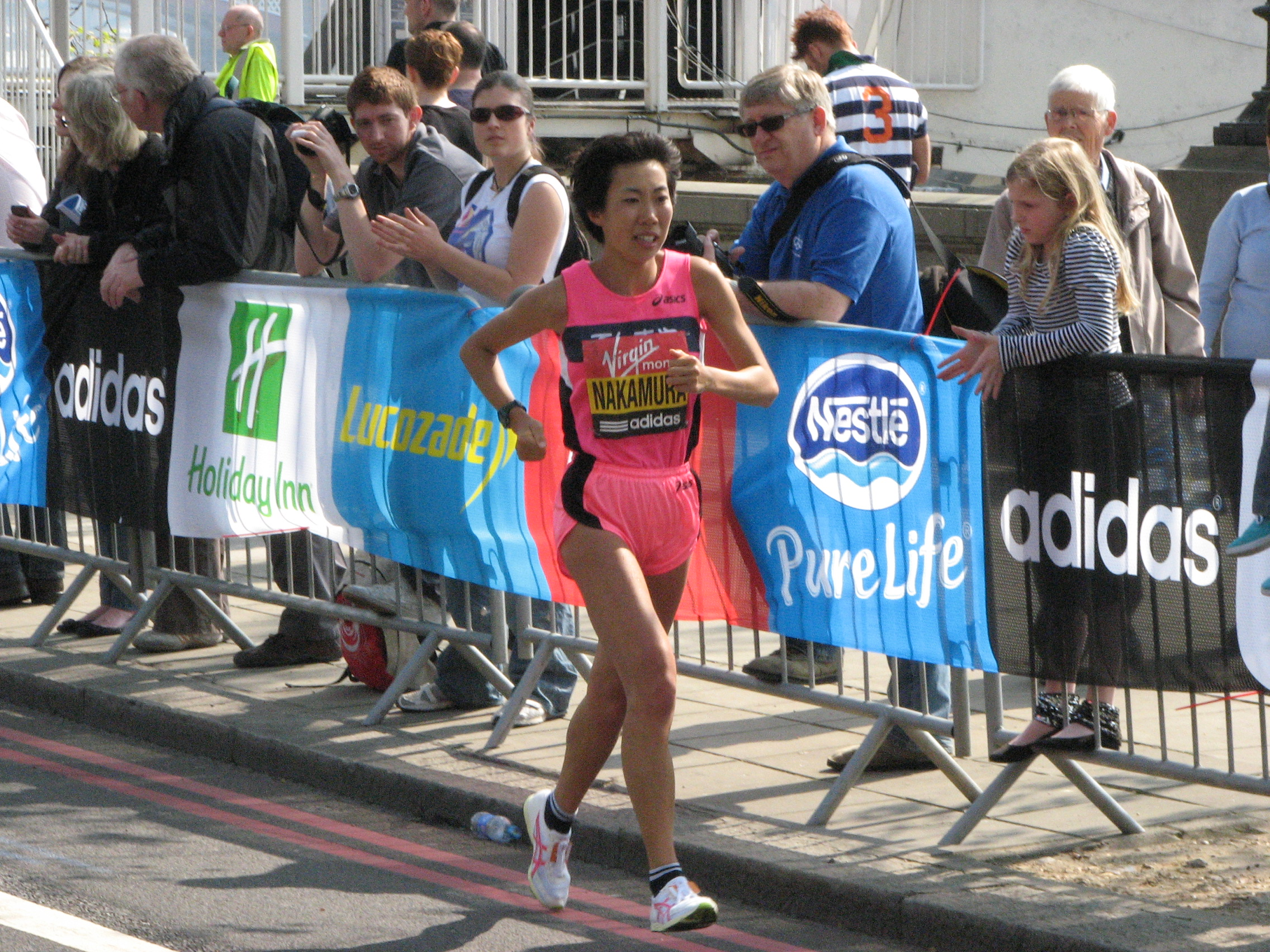
Rang zwölf für Yurika Nakamura
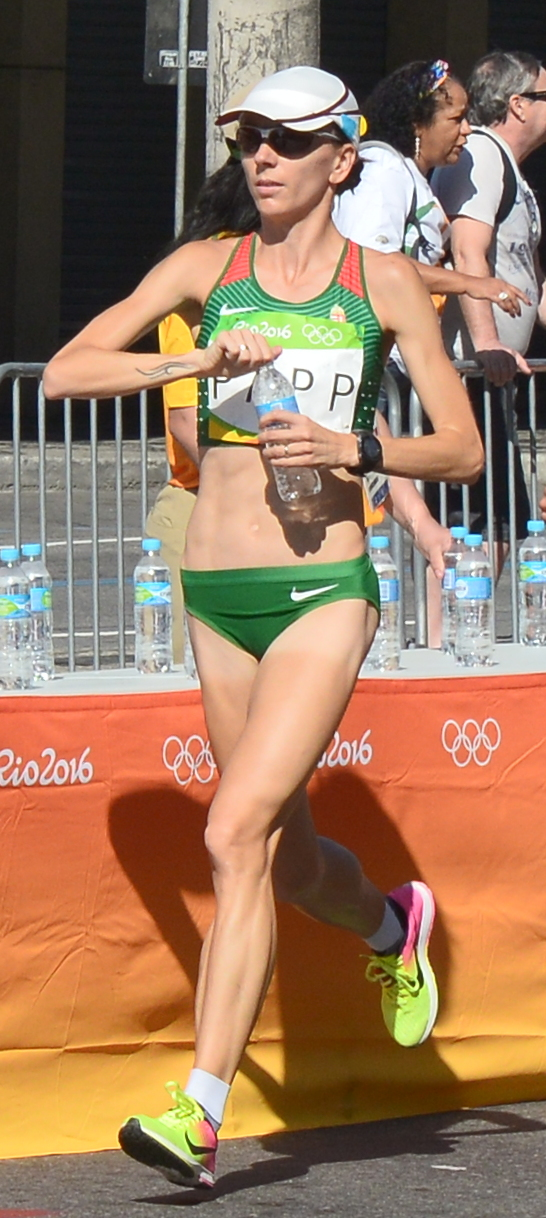
Krisztina Papp – Platz dreizehn
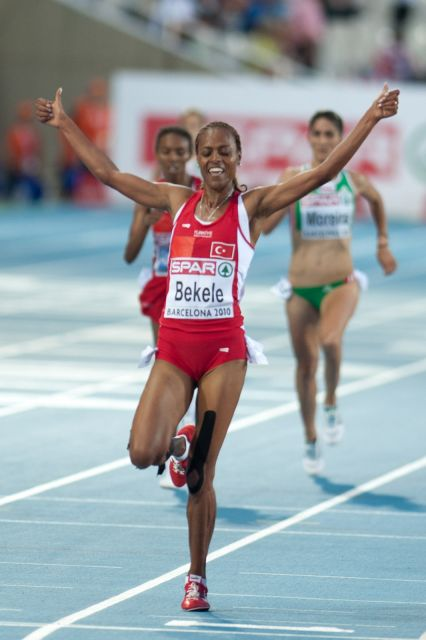
Die gedopte Alemitu Bekele – hier als später disqualifizierte Europameisterin von 2010